# Orthostixis cribrata
Orthostixis cribrata là một loài bướm đêm trong họ Geometridae.